# Brayan Rodríguez
Brayan Adiak Rodríguez Torres (Alajuela, 23 settembre 1996) è un calciatore nicaraguense, portiere del Carmelita e della Nazionale nicaraguense.

## Carriera

### Nazionale
Ha debuttato in Nazionale il 26 marzo 2019, nell'amichevole Nicaragua-Guatemala (0-1). Ha partecipato, con la Nazionale, alla CONCACAF Gold Cup 2019.